# Bainet Media
El Grupo Bainet está formado por diferentes empresas del mundo de la comunicación. Su actividad abarca diversos sectores como la producción televisiva y cinematográfica. Internet y las nuevas tecnologías, publicidad, edición de libros y gestión de derechos audiovisuales.

## Programas
- Todos los programas se pueden ver a través de la página web: Hogarmanía TV.
- Cocina abierta de Karlos Arguiñano Primero se emiten una vez en Atresplayer (vía Internet) luego en diferentes canales pertenecientes a Atresmedia (Antena 3, La Sexta, Nova, Mega o Antena 3 Internacional, Atresplayer (vía Internet), etcétera). Y después se emite en Hogarmanía y su canal de YouTube. También se emite fuera de España en diferentes cadenas de televisión de Hispanoamérica.
- El sabor es ciego (David de Jorge), (Hogarmanía...).
- Hoy cocinas tú (Eva Arguiñano)  (Hogarmanía, La Sexta, Nova...).
- Hoy cocinas tú (Isma Prados) (Hogarmanía...).
- Cocina con sentimiento (Eva Arguiñano) (Hogarmanía...).
- Cocina con Bruno Oteiza (Hogarmanía...).
- Desayunos y meriendas infantiles  (Hogarmanía...).
- Cocina para 2 (Enrique Fleischmann y Ramón Roteta) (Hogarmanía...).
- Hoy, verduras (Hogarmanía...).
- Sabores del mundo (Hogarmanía...).
- Todo sobre el arroz (Hogarmanía...).
- Cocina oriental  (Hogarmanía...).
- Comida para llevar (Hogarmanía...).
- Cocina conmigo (Hogarmanía...).
- Bricomanía (Kristian Pielhoff) (Hogarmanía...).
- Todo tiene arreglo (José Luis Adrados) (Hogarmanía...).
- Decogarden (Yolanda Alzola) (Hogarmanía...).
- Entre manos (Hogarmanía...).
- Decora tu interior (Hogarmanía...).
- Hoteles con encanto (Hogarmanía, La Sexta, Mega...).
- Mascoteros (Carlos Rodríguez)  (Hogarmanía...).
- Frontón. El equipo de comentaristas del programa está liderado por el periodista y director del programa José Lizartza, acompañado por el ex pelotari profesional Jokin Errasti y el periodista Juan Carlos González.  (Hogarmanía, Mega...)
- Made in China.
- Sabor de hogar (Antxi Olano).
- Uyyyy.
- Cocina para dos (diferentes cocineros).
- 4 estaciones (Antxi Olano).
- Lo + natural (Itziar Salegi).
- Cose, corta, pinta, pega (Itsaso Fernández y Arantxa Gómez).
- Hogar tranquilo (Kris Frutos).
- 9 meses (Nerea Salinas).
- Yo con vino (Mikel Garaizabal).
- Cocina fusión (Enrique Fleischmann).
- Decotendencias (Antxi Olano).
- Clínica veterinaria.
- Más que perros y gatos.
- Cocina sana (Ramón Roteta).
- El jardín de Rocío (Rocío Imbert).
- Asalto al furgón con dinero.
- De patitas en la calle.

## Televisión temática
- Hogarmanía TV.
- Canales de YouTube:
  - Jardinatis (Iñigo Segurola)
  - Cocina Abierta (Karlos Arguiñano, Joseba Arguiñano, Eva Arguiñano)
  - Bricomanía (Kristian Pielhoff, José Luis Adrados)
  - Decogarden (Yolanda Alzola, Susana Gil , Antxine Olano)
  - Cocinatis (Enrique Fleischmann, Ramón Roteta, David de Jorge, Isma Prados)

## Películas
- Airbag (1996).
- Año mariano (2000).
- El rey de la granja (2002).
- 15 días contigo (2005).
- Lluis Llach. La revolta permanent (2007).
- Skizo (2008).